# Nicola Balenzano
Nicola Balenzano (Bitritto, 29 gennaio 1848 – Bari, 2 settembre 1919) è stato un politico italiano.

## Biografia
Di famiglia agiata, a metà degli anni '70 iniziò ad occuparsi di politica. A lungo presidente della Amministrazione Provinciale di Bari, fu eletto deputato a 38 anni. 
Nel 1900 divenne sottosegretario di Grazia e Giustizia. Nel 1901 Vittorio Emanuele III lo nominò Senatore del Regno. 

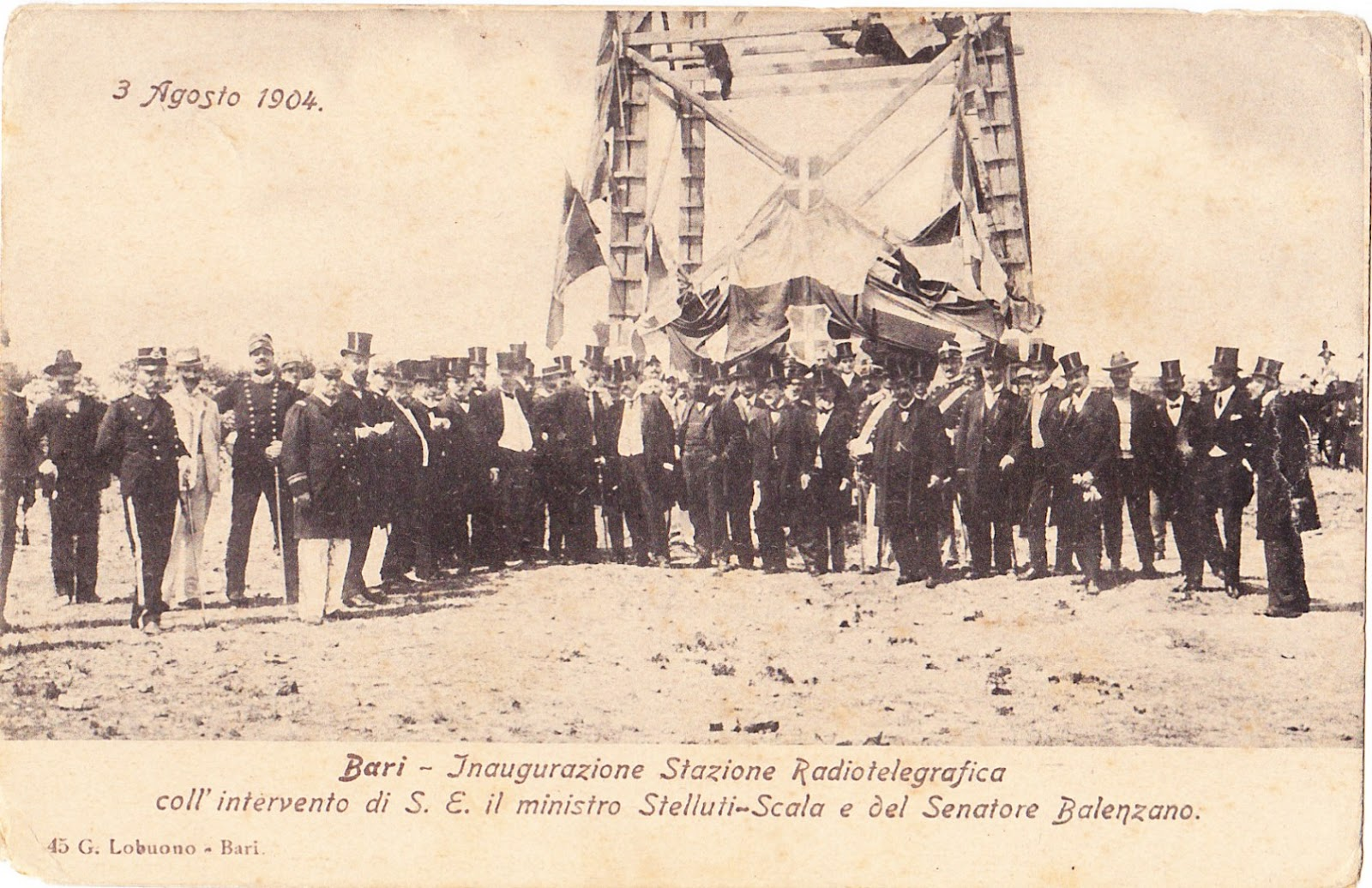
Inaugurazione della stazione radiotelegrafica di Bari (3 agosto 1904)

Fu Ministro dei lavori pubblici del Regno d'Italia nel Governo Zanardelli. Durante il mandato ministeriale si distinse per aver fatto approvare la legge istitutiva dell'Acquedotto Pugliese (per la cui realizzazione si era battuto sin dal 1892), per aver stanziato fondi per l'ampliamento del porto e della ferrovia di Bari, per aver deliberato il finanziamento per la costruzione della Manifattura dei tabacchi di Bari (opificio che darà lavoro a quasi mille persone). Infine fece approvare una legge che stanziava per il Mezzogiorno, 25 milioni di lire in lavori pubblici.
Fu anche un noto avvocato e si prodigò in numerose iniziative umanitarie e patriottiche, durante gli anni della prima guerra mondiale.